# Dircenna jemina
Espèce
Dircenna jemina est un insecte lépidoptère  de la famille des Nymphalidae, de la sous-famille des Danainae et du genre Dircenna.

## Dénomination
Dircenna jemina a été décrit par Carl Geyer  en 1837 sous le nom initial de Ceratinia jemina.

### Sous-espèces
- Dircenna jemina jemina; présent au Venezuela
- Dircenna jemina chiriquensis Haensch, 1909; présent au Mexique et à Panama.
- Dircenna jemina varina (Hewitson, 1869); présent en Équateur
- Dircenna jemina visina Haensch, 1903; présent en Équateur
- Dircenna jemina ssp; présent au Guatemala.
- Dircenna jemina ssp; présent à Panama.
- Dircenna jemina ssp; présent en Colombie.
- Dircenna jemina ssp; présent en Colombie.
- Dircenna jemina ssp; présent en Colombie.
- Dircenna jemina ssp; présent en Colombie.
- Dircenna jemina ssp; présent au Venezuela
- Dircenna jemina ssp; présent en Équateur[1].

Ou 8 sous-espèces non nommées .

### Nom vernaculaire
Dircenna jemina se nomme Jemina Clearwing en anglais.

## Description
Dircenna jemina est un papillon d'une envergure d'environ 70 mm au corps à abdomen mince, aux ailes à apex arrondi avec les ailes antérieures beaucoup plus longues que les ailes postérieures et à bord interne concave. Les ailes sont translucides plus ou moins colorées d'ocre suivant les sous-espèces, finement veinées et bordées de marron.

## Écologie et distribution
Dircenna olyra est présent  au Mexique, au Guatemala, à Panama, au Venezuela, en Colombie et en Équateur,.

### Protection
Pas de statut de protection particulier.